# Guglielmo della Scala
Guglielmo della Scala, né à Vérone autour de 1350 et mort à Vérone le 18 avril 1404, est un politicien italien rattaché à la famille Della Scala, dont il tente de relever le nom après leur éviction de Vérone.

## Filiation
Guglielmo est un fils naturel de Cangrande II della Scala, seigneur de Vérone et de Vicence. En l'absence d'héritier légitime, son père organise le futur de ses bâtards, dont Guglielmo, Tebaldo et Fregnanino. Dès 1355, il exige en effet de sa clientèle qu'elle leur jure fidélité. Il impose également Vérone, Vicence et leurs campagnes pour leur constituer un capital. Il laisse ainsi, par testament, 190 000 ducats à Tebaldo et à Fregnanino — qui ont sa préférence — en titres de la dette publique de Venise, ainsi que 60 000 ducats à Guglielmo. Il dote également ses fils de diverses prébendes.

## Exil
En décembre 1359, après l'assassinat de son père, il disparaît des chroniques de Vérone et se soustrait à la vue de son oncle Cansignorio qui le considère comme un prétendant potentiel. On a peu de certitudes sur ses allées et venues, mais on le retrouve à Venise, où il voisine avec Fregnanino, qui y est traité en hôte de marque en raison des moyens financiers que lui a laissé leur père. Sa présence y est encore attestée en 1391, en 1392 et en 1393-1394,.

## Tentative de restauration
Après la prise de Vérone par les Visconti, qui tiennent alors Milan et la fuite d'du dernier Della Scala, plusieurs membres de la famille en exil complotent pour restaurer le prestige de leur maison, et en premier lieu Samaritana de Polenta, la veuve d'Antonio, qui défend les droits de leur fils Canfrancesco. Quand celui-ci meurt empoisonné en 1399, Guglielmo réapparaît sur la scène politique et se rapproche de la Maison de Carrare, qui contrôle Padoue et le fait élire, en 1401, podestat de la ville.
L'année suivante, Guglielmo profite de la mort de Jean Galéas Visconti et du mécontentement des Véronais pour assiéger et prendre la ville (8 avril 1404). Il est fortement encouragé dans cette entreprise par Francesco II da Carrara, auquel il a promis Vicence. Guglielmo est désigné seigneur par acclamation, mais il décède le 18 avril, très probablement empoisonné par Francesco da Carrara, qui l'a utilisé tout du long pour combattre Milan par procuration. Son fils Brunoro tente alors de prendre le pouvoir, mais il en est écarté par les Carrare.

## Postérité
Les mémorialistes réservent à Guglielmo des éloges unanimes : « nobilis Venetus » et « gratus Venetis et vir dignus » selon un chroniqueur vénitien cité par Varanini, « religiosissimus spiritus », « clarissimus patrie sidus » selon Marzaglia, l'historien de la chute des Scaliger, qui rappelle que la brève restauration de 1404 se fit « subintegra populi alacritate » (avec la faveur du peuple unanime).
Guglielmo a eu onze enfants :
- Nicodemo (?-1443), Archevêque de Munich et Freising.
- Brunoro (?-1437), condottiere.
- Antonio, chevalier.
- Niccolò, qui fut peut-être le père de l'humaniste de la Renaissance Jules César Scaliger.
- Oria.
- Beatrice.
- Caterina (?-1424).
- Paolo (?-1441), l'ancêtre de la branche allemande de la famille Della Scala (connue sous le nom allemand de Von der Leiter).
- Chiara.
- Fregnano (?-1443).
- Bartolomeo (?-1443).